# Sami Vänskä
Pour les articles homonymes, voir Vänskä.
 (mars 2016).
Si vous disposez d'ouvrages ou d'articles de référence ou si vous connaissez des sites web de qualité traitant du thème abordé ici, merci de compléter l'article en donnant les références utiles à sa vérifiabilité et en les liant à la section « Notes et références ».
Sami Vänskä est un bassiste finlandais né le 26 septembre 1976, principalement connu comme l'ancien bassiste du groupe de metal symphonique Nightwish.

## Biographie
Sami commença à jouer de la basse en 1998[réf. nécessaire] en tant qu'amateur. Pendant ce temps, il joua avec plusieurs groupes, principalement de metal.
Il commença par jouer dans le groupe Nattvindens Gråt, avec Tuomas Holopainen, leader du groupe Nightwish.
Il rejoignit celui-ci pour leur deuxième album Oceanborn. Peu après la sortie de Wishmaster, Tuomas Holopainen demande au manager du groupe, Ewo Rytkonen, de lui dire qu'il devait se séparer de Nightwish, voyant que les désaccords musicaux entre eux posaient des problèmes au groupe. Il fut rapidement remplacé par Marco Hietala, chanteur et bassiste du groupe Tarot.
Depuis, Sami joue dans le groupe de jazz Root Remedy.